# 24.º Ejército (Alemania)
El 24.º Ejército (en alemán: 24. Armee) fue un ejército de campo del Ejército alemán durante la II Guerra Mundial.

## Historia
El ejército fue formado en octubre de 1944 y tuvo la tarea de defender el sur de Alemania. El ejército estuvo comandado por el General de Infantería Hans Schmidt. Formado sobre la base del personal del V. Armeekorps, entre febrero y abril de 1945, el ejército no tenía unidades asignadas. Parte del Alpenfestung (Fortaleza de los Alpes), su tarea inmediata era detener un posible avance Aliado a través de la neutral Suiza. En abril de 1945, la 405ª División fue transferida a este ejército desde el 19.º Ejército para servir como núcleo alrededor del que debía construirse el 24.º Ejército. El ejército nunca tuvo sobre el papel una fuerza de más de 9000 hombres y capituló ante el comandante del VI Cuerpo estadounidense Edward H. Brooks, junto al 19.º Ejército, en mayo de 1945 sin haber entrado en operaciones de combate.

## Comandantes
| N.º | Retrato | Comandante                                     | Desde             | Hasta             |
| --- | ------- | ---------------------------------------------- | ----------------- | ----------------- |
| 1   |         | General der Infanterie Hans Schmidt 1877-1948) | Noviembre de 1944 | 6 de mayo de 1945 |